# 本寿院 (徳川家慶側室)
本寿院（ほんじゅいん、文化4年（1807年） - 明治18年（1885年）2月3日）は、江戸幕府の12代将軍・徳川家慶の側室で、13代将軍・徳川家定の生母。他にも2人の男児を出産したが、いずれも早世した。本寿院は落飾後の院号で、実名は美津、堅子とも言う。父は幕臣の跡部正賢（跡部正寧とする説もある）。姉に、松平斉善の侍女となった浜尾（本立院）がいる。

## 生涯
文政5年（1822年）に西の丸大奥に出仕し、翌年に将軍家継嗣・徳川家慶のお手付き中臈となる。文政7年（1824年）に西の丸大奥にて政之介（後の13代将軍家定）を出産した。政之介のことは全て乳母の歌橋に任せていた。美津は西の丸大奥にて「お部屋さま」と呼ばれるようになった。文政9年（1826年）に春之丞、文政11年（1828年）に悦五郎を生んだ。
天保8年（1837年）に11代将軍徳川家斉が将軍職を家慶に譲る。家慶は家斉と入れ替わりで本丸に入り、お美津の方や他の側室、上臈御年寄り姉小路、万里小路らが本丸大奥に入る。お美津の方の子・政之介が将軍家継嗣と定められ、お美津の方は次期将軍生母となり、次期将軍生母に相応しい身分「御年寄上座」を与えられる。
翌天保9年（1838年）に家慶の命により、政之介と共に二の丸大奥に居を移す。大御所・家斉が死去すると、美津と政之介は二の丸から西の丸大奥に居を移す。
嘉永6年（1853年）6月22日に家慶が薨去すると、美津は落飾し、本寿院と号す。家定が13代将軍となり、将軍生母として本丸大奥に居を構えた。
安政5年（1858年）7月6日に家定が死去すると、14代将軍には本寿院や大奥が支持した紀州慶福改め徳川家茂が迎えられる。その後も本寿院は大奥に残り、幕府崩壊を大奥から見届けた。慶応4年（1868年）4月10日、江戸城無血開城に先立って大奥から出た後は、天璋院（篤姫）と共に一橋邸に移り住み、7月28日に赤坂の紀伊屋敷に移る。明治2年（1869年）7月18日に落髪。明治3年（1870年）に天璋院・実成院と共に尾張徳川家下屋敷の牛込戸山屋敷に移り、赤坂福吉町の屋敷を経て、明治10年（1877年）10月27日より千駄ヶ谷の屋敷に移った。
明治18年（1885年）2月3日に慢性腸胃カタルのため死去、享年79。墓所は上野の谷中墓地。戒名は本寿院遠常妙堅大姉。
霊廟の発掘調査によれば、推定身長は140.7センチメートルであった。

## 関連作品
映画
- 朱雀門　（1957年・大映　演：毛利菊枝）
- 必殺！主水死す　（1996年・松竹　演：松居一代）

テレビドラマ
- 大奥（1968年・関西テレビ　演：新井茂子）　※役名はお美津の方
- 八百八町夢日記 隠密奉行とねずみ小僧　（1989年・日本テレビ、演：本阿弥周子）
- 翔ぶが如く（1990年・NHK大河ドラマ、演：新橋耐子）
- 名奉行遠山の金さん（第6部）（1994年・テレビ朝日、演：前田夏菜子）
- 大奥スペシャル（幕末の女たち）　（2004年・フジテレビ、演：佳那晃子）
- 篤姫（2008年・NHK大河ドラマ、演：高畑淳子）
- 西郷どん（2018年・NHK大河ドラマ、演：泉ピン子）

漫画
- 『大奥』（よしながふみ）